# 407
407 (CDVII) fue un año común comenzado en martes del calendario juliano, en vigor en aquella fecha.
En el Imperio romano, el año fue nombrado como el del consulado de Honorio y Teodosio, o menos comúnmente, como el 1160 Ab urbe condita, adquiriendo su denominación como 407 a principios de la Edad Media, al establecerse el anno Domini.

## Acontecimientos
- 1 de abril: en Constantinopla (Turquía) sucede un terremoto.[1]
- Roma abandona Britania para combatir contra los bárbaros en la Galia.
- Hispania romana: La familia de Teodosio se resiste al usurpador Constantino III.[2]

## Nacimientos
- Wen de Liu Song, emperador chino.

## Fallecimientos
- Juan Crisóstomo, arzobispo de Constantinopla y santo católico.
- María, emperatriz romana, esposa de Flavio Honorio.